# Каландьонок Микола Анатолійович
Мико́ла Анато́лійович Каландьо́нок (нар. 1949) — український композитор, педагог.

## Біографія
Народився 1 січня 1949 року у селі Мстиж Мінської області. Закінчив Київську консерваторію 1978 року (клас Андрія Штогаренка).
Між 1980—1987 був керівником колективів художньої самодіяльності Будинку вчителя, водночас викладав у Музичному училищі ім. Р. Ґлієра (1982—1986). Член НСКУ з 1985 року. Від 1987 — на творчій роботі, має записи на Українське радіо. Від 2006 пише музику до вистав Київського театру ляльок.

## Твори автора

### Музика для симфонічного оркестру
- симфонічна-кантата «Дзвони Хатині» (1979)
- «Концертино» (1981)

### Музика для камерного ансамблю
- Тріо для струнних інструментів (1980)
- Струнний квартет (1983)

### Хорові твори
- Цикл «Осінь» для мішаного хору а капела на сл. М. Рильського, В. Сосюри, П. Тичини, Б. Чіпа (1983—1989)

### Пісні й романси
- «Білі лілеї» на сл. Віктора Герасимова
- «Будь кохана» на сл. Бориса Чіпи
- «Забуваєм себе, забуваєм» на сл. Бориса Чіпи
- «Кажуть люди, що лукава» на сл. Бориса Чіпи
- «Калиновий жар» на сл. Бориса Чіпи
- «Однієї долі два крила» на сл. Владлена Ковтуна

### Музика для художніх фільмів
- «Голод-33» (1991, у співавт. з Віктором Пацукевичем),
- «Тримайся, козаче!» (1991, у співавт. з Віктором Пацукевичем)

### Музика для документальних фільмів
- «Просвітлої дороги свічка чорна» (1992, у співавт. з Віктором Пацукевичем; реж. Станіслав Чернілевський),
- «Хай святиться ім'я твоє» (1992—1993, у співавт. з Віктором Пацукевичем; реж. Наталія Акайомова),
- «Златокрай» (1995).